# پگاه انواریان
پگاه انواریان، طراح مد ایرانی-آمریکایی است که در سن پنج سالگی از ایران به آمریکا مهاجرت کرده و طراحی مد را پس از طراحی لباس در موزیک ویدئوهای هالیوودی آغاز نمود.

## زندگی‌نامه
انواریان از سن شش سالگی دوخت لباس را آموزش دیده است و طراحی را از سن هشت سالگی آغاز نموده است. این پیش زمینه‌ای بود که پس از مهاجرت به نیویورک حرفه خود را به عنوان طراحی لباس انتخاب نماید. اولین مجموعه خود را پاییز ۲۰۰۳ در هفته مد لس‌آنجلس ارائه نمود و از آن زمان به بعد در خیلی از نشریات مانند: نیویورک تایمز، لس آنجلس تایمز، لوکی، مجله دبلیو و هارپر به نام پگاه انواریان اشاره گردید.
نقطه اوج انواریان در هنگام دوخت و هماهنگی لباس یکی از بازیگران موزیک-ویدئو با استفاده از پارچه کشمیر به صورت اتفاقی بر روی لباس، سبکی و انعطاف‌پذیری پارچه باعث ایجاد طرح لباسی خاص شده‌است. و آنقدر خاص که جنیفر لوپز از او درخواست دوخت لباس به صورت اختصاصی برای خود کرده‌است. پس از آن این اتفاق باعث ورود انواریان به صنعت مد و تبدیل این نام به یکی از برندهای مطرح در ایالات آمریکا گردید.
لباس‌های او بر تن چارلیز ترون، هاله بری، مدونا، شکیرا و بسیاری از بازیگران هالیوودی به چشم می‌خورد و تبدیل به چهرهٔ مطرحی در شبکه‌های مد تلویزیونی شده‌است. انواریان، به دلیل سابقه کار در ساخت موزیک—- ویدئو برای خواننده‌های آمریکایی، رابطهٔ نزدیک با بازیگران و خواننده‌های سرشناس هالیوودی باعث بیشتر مطرح شدن این نام در صنعت مد شده‌است. انواریان در سال ۲۰۰۷ برای هفته مد نیویورک مجموعه خود را که برگرفته از رابطه زمین و آسمان، مجموعه‌ای از کت چرم دامن پشمی بود را ارائه نمود.
رنگ در طرح‌های انواریان بیشتر متمرکز بر رنگ‌های خاکستری فام تیره و مشکی می‌باشد، استفاده از خطوط و گشتالت ساده همراه با جزئیات خاص لباس و پارچه و دوری از طرح‌های سنتی در طرح‌های او دیده می‌شود.